# بطولة إفريقيا لألعاب القوى 2016
بطولة افريقيا لالعاب القوى 2016 هي النسخة التاسعة عشرمن بطولة أفريقيا لألعاب القوى.واختتمت بطولة  إفريقيا لألعاب القوى (22-26 يونيو) بتتويج جنوب افريقيا، برصيد 33 ميدالية (16ذهبية، 9 فضيات و8 برونزيات) متبوعة بكينيا ب24 ميدالية ونيجيريا بـ16 ميدالية. يذكر ان دوربان استضافتها وساعد هذا جنوب افريقيا على التغلب على كينيا لأول مرة منذ مدة.
ويذكر ان البطولات الأفريقية في ألعاب القوى هي البطولات القارية في ألعاب القوى التي ينظمها الاتحاد الأفريقي لألعاب القوى ومن المسلم به عموما المنظمة كل سنتين، كل الحدث الآخر الذي يعقد في نفس العام حيث الاولمبياد.
وفاز العربي بورعدة بذهبية العشاري وروديشا ب800 متر وقد سيطرت كينيا واثيوبيا على المسافات الطويلة وشهد التنافس متعة كبيرة خلال 5 أيام وتعاد كل سنتين.